# Trollenäs slott

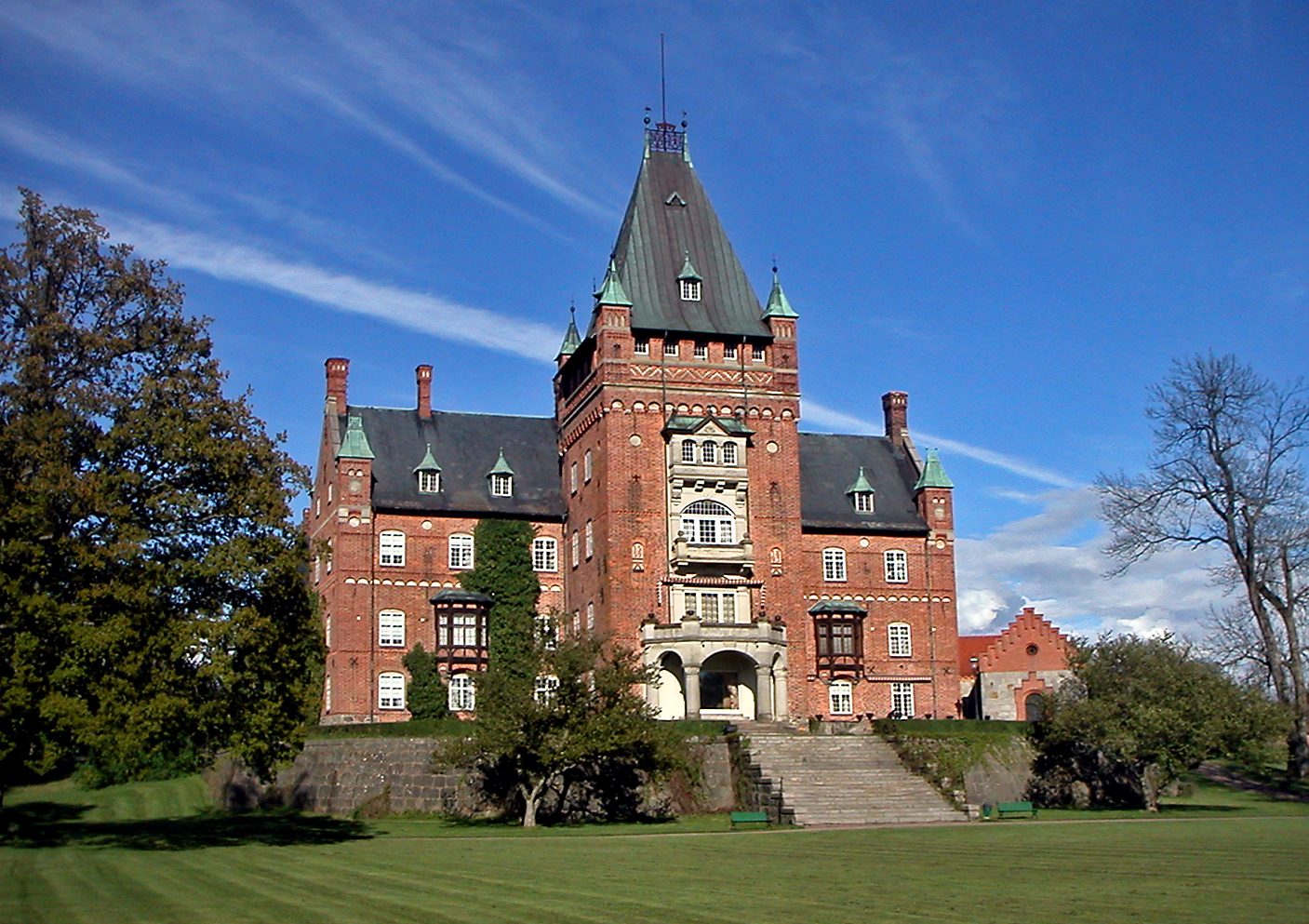
Trollenäs slott

Trollenäs slott is een kasteel in Eslöv, Skåne, in het zuiden van Zweden. Het werd voor het eerst genoemd in de veertiende eeuw en is in het bezit van twee families geweest, namelijk: Thott en Trolle. Het huidige gebouw gaat terug tot 1559 en werd eind negentiende eeuw gerenoveerd door architect Ferdinand Meldahl, waardoor het op een Frans renaissancekasteel ging lijken.
Het kasteel is geopend voor het publiek en biedt mogelijkheden voor bruiloften, vergaderingen, diners en andere festiviteiten. In het park bevindt zich een café.

## Spook
Op maanlichte nachten wenkt een schone, maar bleke jonkvrouw knappe jongemannen naar de vijver.